# Corps Teutonia Gießen

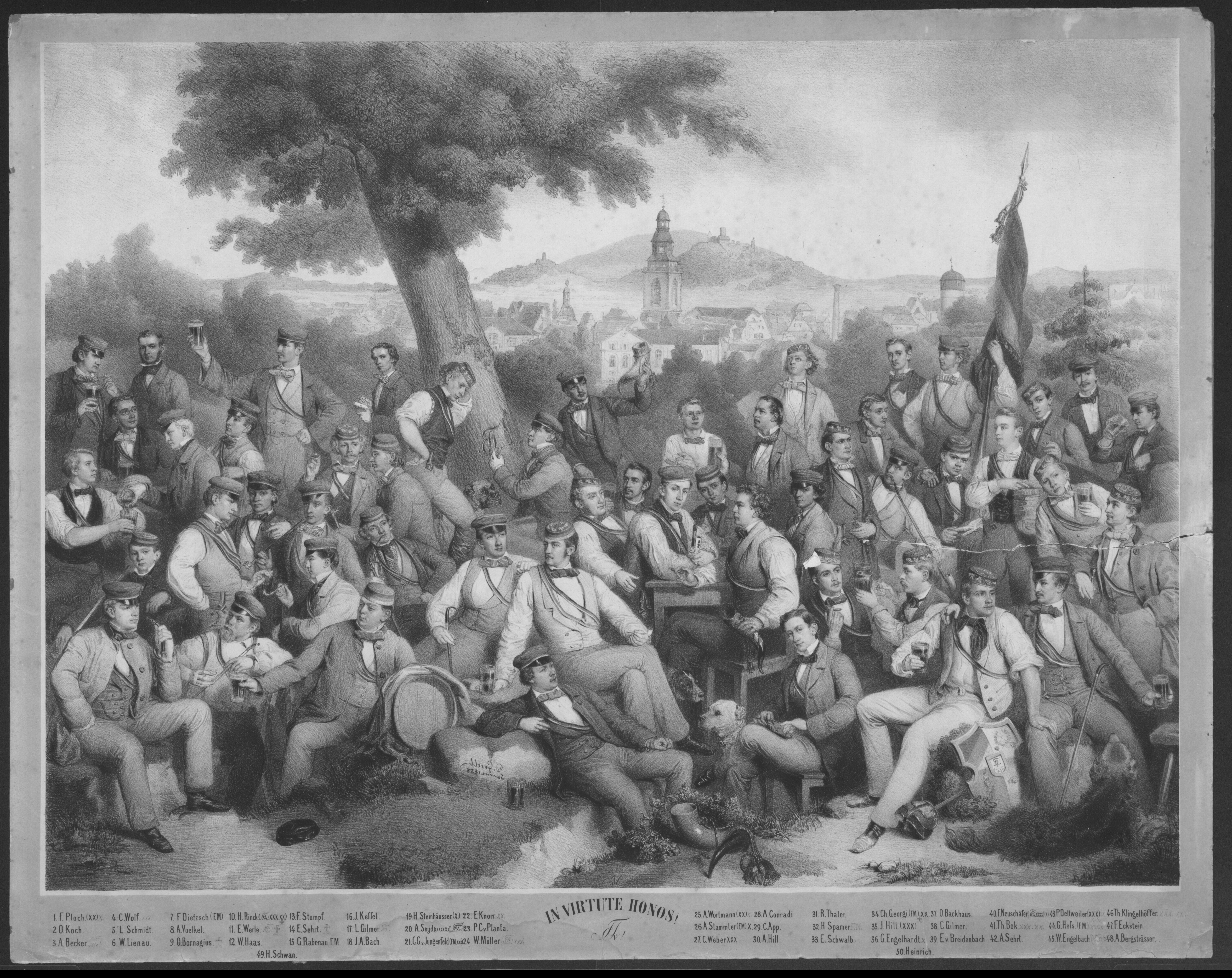
Corps Teutonia Gießen vor der Silhouette der Stadt Gießen, Lithographie, 1858

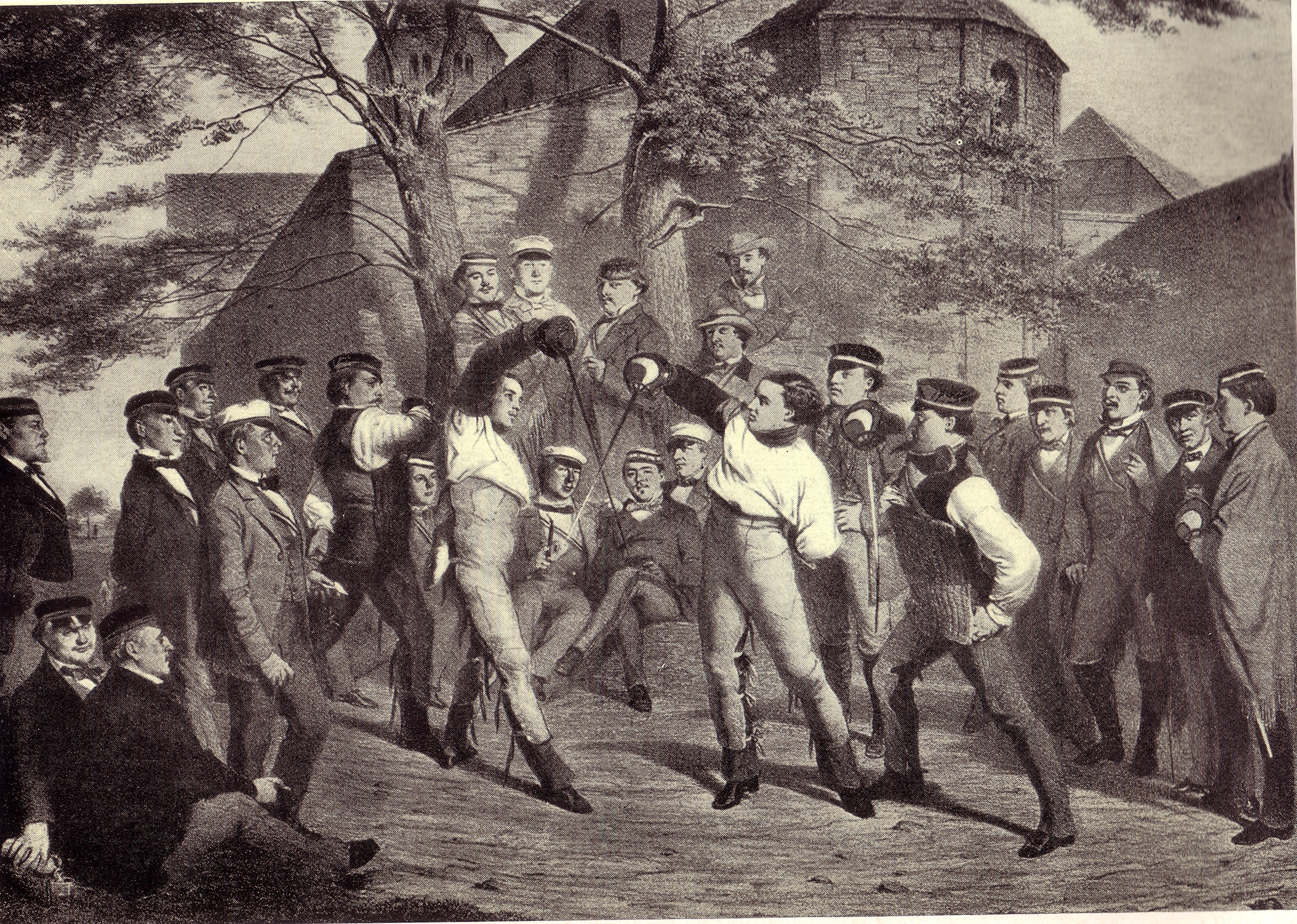
Paukerei auf dem Schiffenberg, Seyd (Teutonia) ./. Vix (Starkenburgia), Wintersemester 1855/56

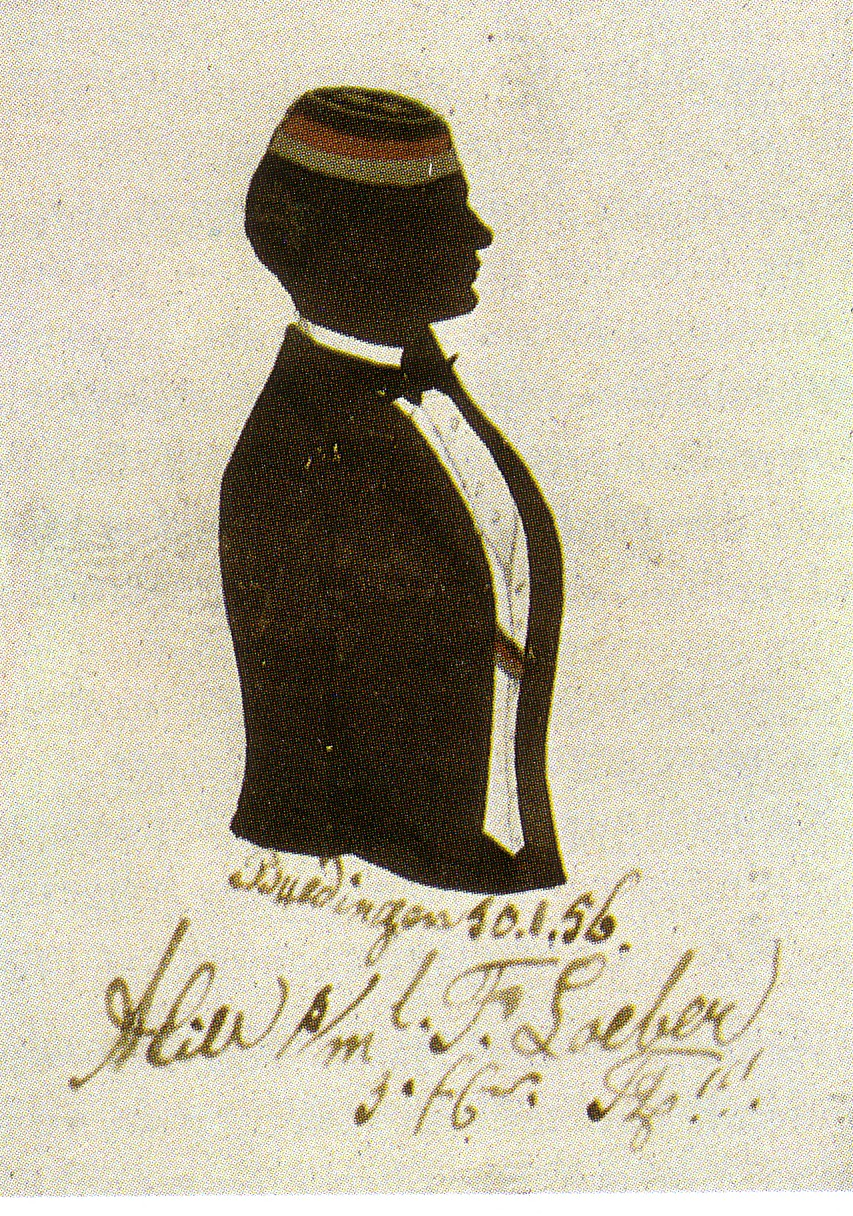
Hill 2 als Büdinger Pennal-Teutone (1856)

Das Corps Teutonia Gießen ist ein Corps (Studentenverbindung) an der Justus-Liebig-Universität Gießen. Es ist pflichtschlagend und farbentragend. Seine Farben sind grün-rot-gold (Fuchsenfarben: grün-rot-grün), die Mützenfarbe grün. Der Wahlspruch lautet: In virtute honos! Teutonia ist Mitglied im Gießener Senioren-Convent (SC zu Gießen) und im Kösener Senioren-Convents-Verband (KSCV).

## Geschichte

### Von den Anfängen bis zum Ersten Weltkrieg
Gestiftet am 1. Juni 1839 mit den Farben und der Constitution des 1834 suspendierten Corps Palatia, gilt Teutonia als die älteste heute noch bestehende Gießener Studentenverbindung. Ihre Mitglieder rekrutierten sich vorwiegend aus dem Großherzogtum Hessen-Darmstadt, vor allem aus Rheinhessen und der Residenzstadt Darmstadt.
In der Zeit der Demagogenverfolgung nach dem Hambacher Fest und dem Frankfurter Wachensturm war das Korporationsleben an der Ludoviciana durch die akademischen und staatlichen Behörden weitgehend unterdrückt. Erst die zunehmende Duldung ab 1840 ermöglichte dem Corps öffentlich aufzutreten. An den Tod eines der Stifter des Corps erinnert heute noch das Studentendoppelgrab auf dem Alten Friedhof in Gießen.
1842 spalteten sich einige oberhessische Mitglieder ab und gründeten das Corps Marcomannia, das ein Jahr später mit Hassia vereinigt wurde. Im Juli 1846 beteiligte sich das Corps nach Auseinandersetzungen zwischen einem Studenten und einem Polizeisergeanten anlässlich eines Balls im Busch’schen Garten in Gießen am Auszug der Studentenschaft auf den Staufenberg. Zu neuen internen Differenzen kam es im Zuge der zunehmenden Politisierung des Vormärz. Das Corps forderte Reformen, wandte sich gegen die sogenannten „Kontrahierkneipen“ und setzte sich für eine grundlegende Revision des Comments und für die Bildung eines allgemeinen Studentenausschusses ein, der im Sommer 1848 auch zusammentrat. Dagegen sprach sich Teutonia ausdrücklich gegen die Bestrebungen des Heidelberger SC zu einem Zusammenschluss der Corps an den deutschen Hochschulen aus und verweigerte die Teilnahme an der richtungsweisenden Versammlung zu Jena, ebenfalls im Sommer 1848, die die Grundlage für die Gründung des Kösener Senioren-Convents-Verbandes bildete. In den 1850er Jahren geriet das Corps wieder in ruhigeres Fahrwasser und erlebte, gemessen an den Aktivenzahlen, eine erste Blütezeit. 1866 kam es zum letzten größeren Zerwürfnis, das die Bildung eines kurzlebigen Corps Franconia zur Folge hatte.
Zwar trat der Teutone, wie zu jener Zeit allgemein üblich, mit Beendigung des Studiums formell aus dem Corps aus, doch gab es einen engen Zusammenhalt zwischen aktiven und ehemaligen Mitgliedern, die nicht nur in einer regen Anteilnahme der „Alten Herren“ am Geschehen in Gießen, sondern insbesondere auch in den seit 1850 alle fünf Jahre in Bingen zum Stiftungsfest abgehaltenen großen Kommersen ihren Ausdruck fanden. Erst im Zusammenhang mit dem Bau eines eigenen Corpshauses konstituierte sich 1892 der „Verein alter Gießener Teutonen“ (VaGT).
Eine aufschlussreiche, wenn auch letztlich folgenlose Episode bildete die vorübergehende Suspension des gesamten Gießener SC im Wintersemester 1898/99. Im Zusammenhang mit einer Veranstaltung in Darmstadt kam es zur offenen Konfrontation zwischen den Corps, die den Führungsanspruch innerhalb der Studentenschaft erhoben, und den anderen Korporationen. Nachdem sich der SC auch offen gegen Beschlüsse der Universitätsleitung gestellt hatte, wurde durch den Senat eine befristete Suspension ausgesprochen. Die drei Corps Teutonia, Starkenburgia und Hassia lösten sich formell auf. Ihre Mitglieder gründeten drei neue Corps, die bisherigen Teutonen nannten sich nach der alten Palatia und führten die Farben grün-weiß-rot. Nach Intervention des Hessischen Staatsministeriums wurde der Suspensionsbeschluss nach wenigen Wochen aufgehoben. Dennoch ist dieses Ereignis signifikant für das Selbstverständnis des SC bzw. der Corps im Allgemeinen im ausgehenden 19. Jahrhundert.
Insgesamt kam dem Corps in dieser Zeit durch die Zugehörigkeit einer großen Zahl von Vertretern der hessischen höheren Beamtenschaft, insbesondere auch der Darmstädter Ministerialbürokratie, und die exponierte Stellung einzelner Persönlichkeiten wie des Berliner Oberbürgermeisters und früheren Reichstagspräsidenten Max von Forckenbeck eine große Bedeutung zu. Im Jahre 1899 waren von zwölf Mitgliedern des Großherzoglichen Staatsministeriums vier Gießener Teutonen. Auch im landwirtschaftlichen Genossenschaftswesen waren Angehörige des Corps (Friedrich Schenck, Wilhelm Haas, Otto Gennes) über viele Jahre in führender Position vertreten. Das Gleiche gilt für die Spitzen der Provinzialbehörden und die Kreisräte. Teutonia bildet damit ein typisches Beispiel für die corpsstudentische Vernetzung der Beamtenelite eines deutschen Mittelstaats im 19. Jahrhundert und gründete darauf seine exklusive Stellung innerhalb der Gießener Studentenschaft. Unterrepräsentiert waren dagegen Führungskräfte aus der Wirtschaft und Hochschullehrer, sieht man von Medizinern wie Hermann Welcker (Universität Halle), Adolf Geßner (Universität Erlangen) und Max Stickel (Universität Berlin) oder dem Breslauer Althistoriker Ernst Kornemann ab.

### Politisierung, Gleichschaltung und Auflösung
Das Fronterlebnis des Ersten Weltkrieges, die wirtschaftlichen und gesellschaftlichen Umbrüche, die zunehmende Politisierung breiter Bevölkerungsschichten und insbesondere die Radikalisierung der Arbeiterschaft, der die als Relikt des alten Reiches verfemten Corps verhasst waren, übten nach dem Ersten Weltkrieg nachhaltigen Einfluss auf die politische und hochschulpolitische Positionierung der Mitglieder aus. Vor allem die Jahre 1919 bis 1924 brachten das Corps damit zunehmend in ein rechtskonservatives Fahrwasser. In den Jahren 1920 bis 1923 nahmen einzelne Aktive und Inaktive als Freikorpskämpfer oder Mitglieder der Schwarzen Reichswehr am Kapp-Putsch, am Küstriner Putsch und am Hitlerputsch teil. Kontakte bestanden auch zur örtlichen Gruppe der Organisation Consul. Nachdem der Kösener Congress bereits 1921 einen Arierparagraphen eingeführt hatte, verabschiedete die Gießener Teutonia im Sommersemester 1922 einen eigenen, intern umstrittenen, CC-Beschluss gleichen Inhaltes zur Ablehnung von sogenannten „Nicht-Ariern“. Der Antrag auf Verankerung in der Verfassung des Corps wurde jedoch abgelehnt.
Ab 1925 trat mit der zunehmenden Entpolitisierung der Studentenschaft eine allgemeine Beruhigung der Lage ein. Hochschulpolitisch von Belang war die Übernahme des Amts für Kultur und politische Bildung des Gießener AStA durch einen Teutonen 1928, der in dieser Funktion Kundgebungen zur „Kriegsschuldlüge“ und dem „Versailler Diktat“ organisierte. 1934 beschloss der Gießener SC den Beitritt seiner Mitglieder zu einem der drei Wehrverbände (Stahlhelm, SA, SS).
Nach 1933 kam es zu zunehmenden Dissonanzen mit den örtlichen NS-Hochschulgliederungen und der Hitler-Jugend. Zwei Konflikte zwischen Teutonen und der örtlichen Führung der Deutschen Studentenschaft hatten die Abberufung der Gießener Studentenschaftsführer Bernhard Edler von Graeve und Karl-Hans Adam zur Folge. Nachdem sich das Corps schon im Frühjahr 1934 nur unter massivem Druck der Verbandsführung der Umsetzung der "Arierbestimmungen" des Allgemeinen Deutschen Waffenrings beugte, wurde der Aktivenbetrieb am 12. Oktober 1935 suspendiert. Der durch den damaligen Vorsitzenden des Vereins Alter Gießener Teutonen, Otto Gennes, forcierte, späte Versuch, gemeinsam mit den Corps Starkenburgia und Hassia eine Kameradschaft zu formieren (Kameradschaft VIII "Hilrich van Geöns"), hatte wegen des Kriegsausbruchs keinen nachhaltigen Erfolg mehr. Die Stellungnahme des Vorstandes gegenüber dem NS-Altherrenbund und die Kameradschaftsfrage verursachten hingegen eine tiefgreifende Spaltung der Altherrenschaft. 1943 wurde deshalb auch der Verein Alter Gießener Teutonen formell aufgelöst.

### Rekonstitution
Dennoch gelang nach dem Zweiten Weltkrieg eine vergleichsweise schnelle Wiedergründung und Zusammenführung der gegensätzlichen Gruppierungen. Der 1934 erzwungene Austritt der "nichtarischen" und "nichtarisch versippten" Mitglieder wurde für nichtig erklärt. 1947 fand in Friedberg die erste größere Versammlung nach dem Zusammenbruch statt.
Infolge der Schließung der Universität Gießen war eine Wiederaufnahme des Aktivenbetriebs dort zunächst obsolet. Nachdem sowohl Verhandlungen mit Hassia und Starkenburgia über ein Gemeinschaftsprojekt als auch die avisierte gemeinsame Unterstützung der in Marburg neu gegründeten studentischen Gemeinschaft Die Dioskuren durch Teutonia und das Corps Rhenania Straßburg zu Marburg gescheitert waren, erfolgte die selbständige Rekonstitution in Mainz und der Beitritt zum Mainzer SC. Erst nach dem Wiederaufbau der Gießener Hochschule wurde das Corps im Wintersemester 1954/55 nach Gießen zurückverlegt und nimmt seither wieder seine angestammte Stellung im Gießener SC ein.
2019 stellte das Corps – wie schon 1993, 1868 und 1887 – den Kösener Vorortsprecher.

## Pennale Corps in Gießen, Darmstadt und Büdingen
Von Gießen aus breiteten sich corpsstudentische Ideen und Brauchtum wohl in den 1840er Jahren auf mehrere hessische Gymnasien aus, wo sich jeweils in Anlehnung an die Gießener Corps sog. Pennal-Corps konstituierten, die den studentischen Comment nach dort übertrugen und bis in die zweite Hälfte des 19. Jahrhunderts auch scharfe Mensuren fochten. Ableger der Teutonia sind an den Gymnasien in Gießen (Landgraf-Ludwigs-Gymnasium), Darmstadt (Ludwig-Georgs-Gymnasium) und Büdingen (Wolfgang-Ernst-Gymnasium) nachgewiesen. Aus diesen drei Schulen, sowie aus dem Gymnasium in Worms rekrutierte sich bis zum Ersten Weltkrieg auch ein großer Teil der aktiven Corpsmitglieder.

## Corpshäuser
Das erste eigene Haus in der Grünberger Straße (damals Kaiserallee), errichtet nach Plänen des Architekten Ludwig Hofmann, wurde 1894 anlässlich des 55. Stiftungsfests eingeweiht. Als es nach dem Ersten Weltkrieg den veränderten Bedürfnissen nicht mehr genügte, wurde es 1929 an das von der Forstakademie Eisenach nach Gießen übergesiedelte Corps Silvania veräußert. An seiner Stelle erwarb das Corps von Ludwig Rinn die ehemalige Gail’sche Villa in der Wilhelmstraße 20, die nach der Suspension 1938 an die Stadt Gießen verkauft wurde. Während der kurzen Mainzer Phase fanden die Veranstaltungen in wechselnden Gaststätten statt. Mit dem Erwerb des ehemaligen Hessenhauses (Haus des nach Mainz abgewanderten Corps Hassia Gießen in der Hessenstraße) bezog Teutonia nach der Rückkehr nach Gießen im Herbst 1954 ihr drittes, heutiges Corpshaus.

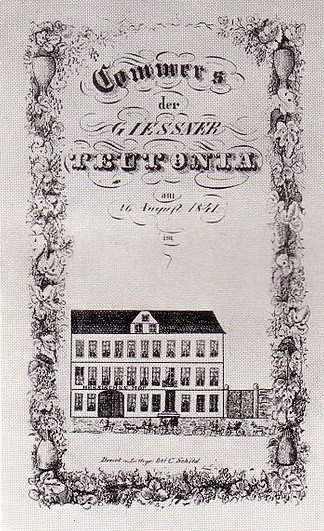
Kommersheft mit Abbildung des Gasthauses "Russischer Hof" in Gießen, 1841
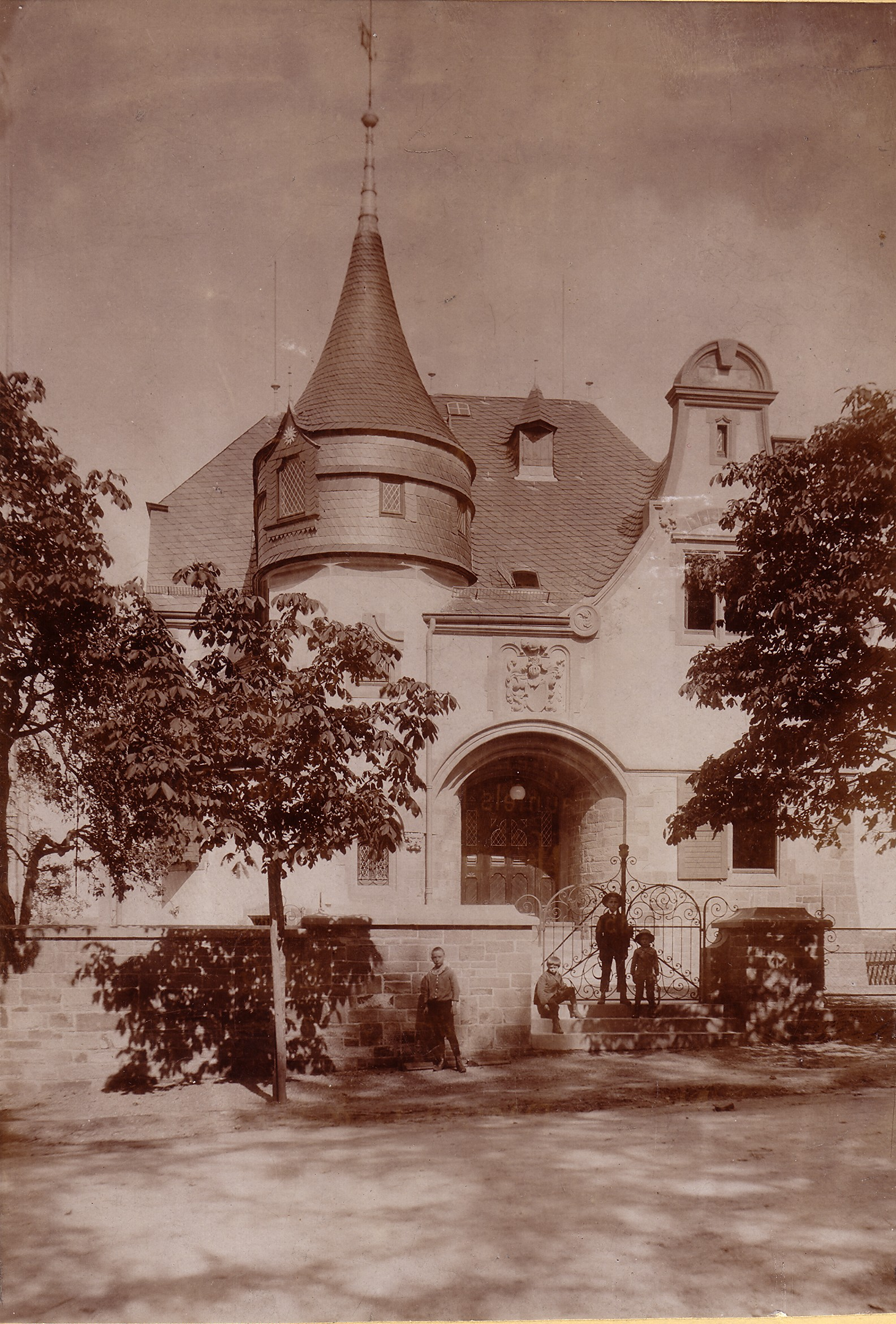
Corps Teutonia, Haus Kaiserallee 77
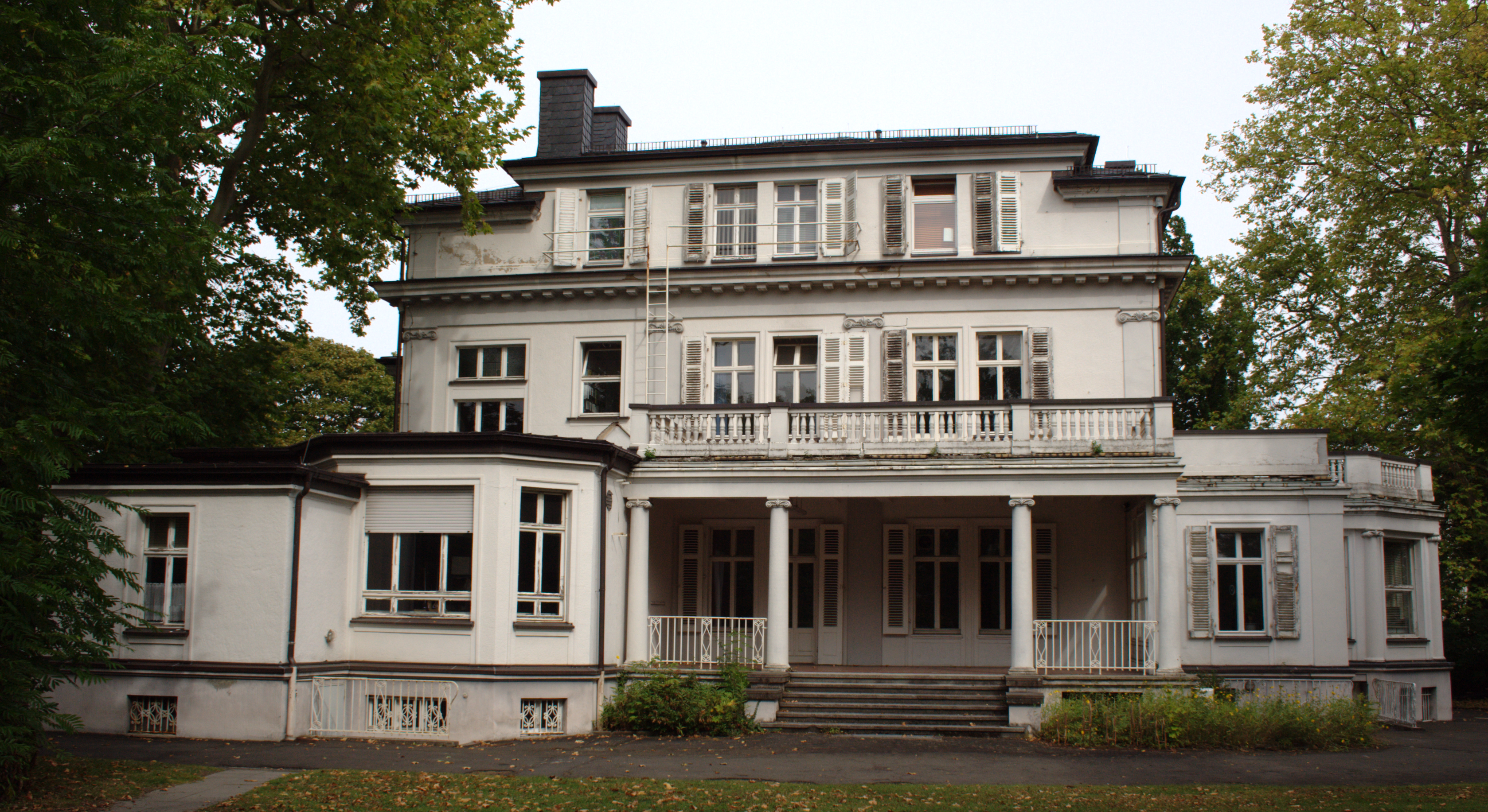
Corps Teutonia, Wilhelmstraße 20
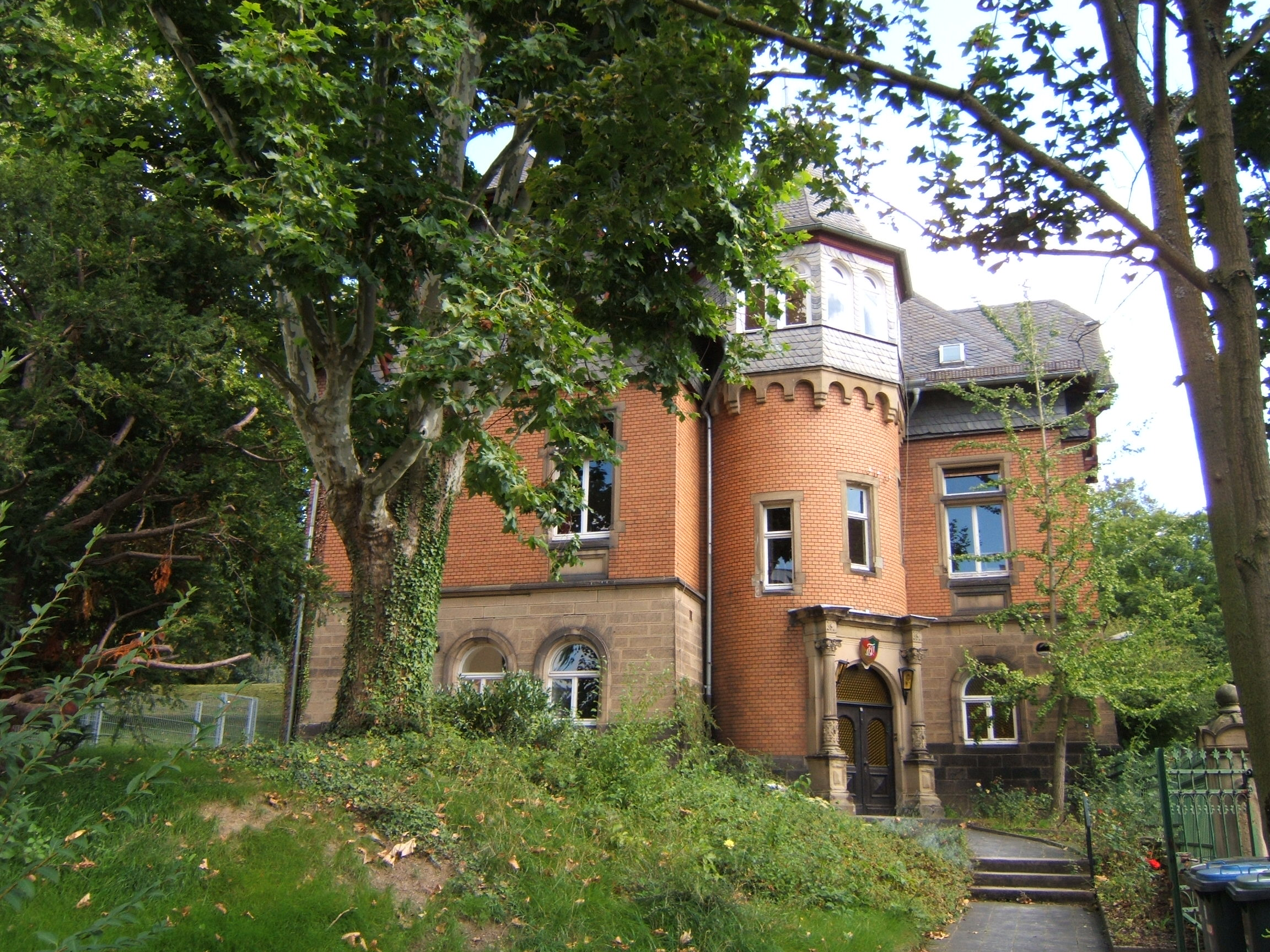
Corps Teutonia, Haus Hessenstraße 3
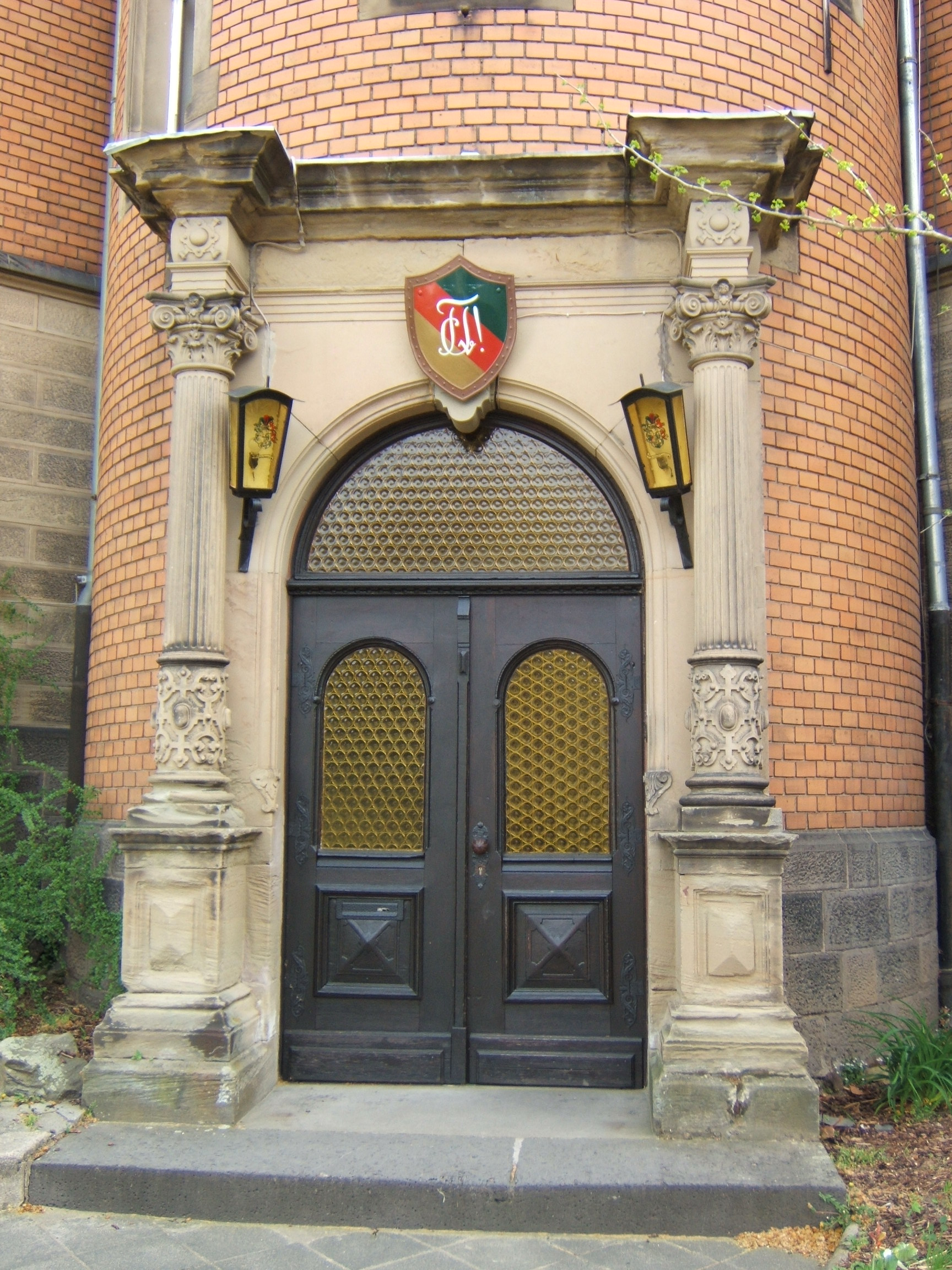
Corps Teutonia, Haus Hessenstraße 3, Eingangsportal

## Auswärtige Beziehungen
Teutonia ist Mitglied des grünen Kreises und steht im Kartell mit den Corps Hansea Bonn und Franconia-Jena sowie in offiziellen Beziehungen zu Rhenania Würzburg, Hasso-Borussia, Guestphalia Halle und Tigurinia.

## Bekannte Mitglieder
| Name                                             | Lebensdaten | Tätigkeit | Bild                                          |
| ------------------------------------------------ | ----------- | --- | --------------------------------------------- |
| Bernhard Averbeck                                | 1874–1930   | Industrieller und Verbandsfunktionär in der Zementindustrie                                                                                            | Bernhard Averbeck                             |
| Friedrich Martin von Bechtold                    | 1866–1924   | Kreisdirektor (Landrat) des Kreises Offenbach |                                               |
| Hermann von Bechtold                             | 1836–1902   | Provinzialdirektor und Kreisrat in Gießen |                                               |
| Karl Böckmann                                    | 1826–1905   | Verwaltungsjurist, Kreisrat in Gießen |                                               |
| Richard Böninger                                 | 1874–1944   | Verwaltungsjurist, Landrat des Kreises Grafschaft Bentheim                                                                                             |                                               |
| Sigwald Bommer                                   | 1893–1963   | Dermatologe, ord. Professor an der Universität Greifswald                                                                                              |                                               |
| August Bramm                                     | 1829–1889   | Erster Oberbürgermeister von Gießen | August Bramm                                  |
| Otto Rudolf von Brentano                         | 1855–1927   | MdL, MdR, Hessischer Minister des Innern und der Justiz, Mitglied der Weimarer Nationalversammlung                                                     | Otto Rudolf von Brentano als Gießener Teutone |
| Hans-Jürgen Bruns                                | 1908–1994   | SS-Offizier und Rechtswissenschaftler |                                               |
| Alexander Classen                                | 1843–1934   | Professor für Chemie in Aachen, Begründer der analytischen Elektrolyse                                                                                 | Alexander Classen                             |
| Peter Dettweiler I                               | 1837–1904   | Leiter der Lungenheilstätte Falkenstein im Taunus, Begründer des Sanatoriumswesens in Deutschland                                                      | Peter Dettweiler als Gießener Teutone         |
| Peter Dettweiler III                             | 1856–1907   | Altphilologe, Oberschulrat und vortragender Rat im Ministerium des Innern                                                                              | Peter Dettweiler als Gießener Teutone         |
| Georg Christian Dieffenbach                      | 1822–1901   | Luth. Theologe und Autor von Kinder- und Jugendbüchern                                                                                                 |                                               |
| Fritz Eckerle                                    | 1877–1925   | Schriftsteller | Fritz Eckerle                                 |
| Ferdinand Emmerling                              | 1831–1912   | Jurist in der Finanzverwaltung, Vorsitzender des hessischen Landesversicherungsamts                                                                    |                                               |
| Maximilian Franz August von Forckenbeck          | 1821–1892   | Oberbürgermeister von Breslau und Berlin, Präsident des preußischen Abgeordnetenhauses, Reichstagspräsident, Mitbegründer der Nationalliberalen Partei | Max von Forckenbeck                           |
| Eugen Franck                                     | 1832–1893   | Jurist und Politiker, Mitglied der II. Kammer der hessischen Landstände (Zentrumspartei)                                                               |                                               |
| Georg Fritz                                      | 1865–1944   | Kolonialbeamter und Publizist |                                               |
| Heinrich Gennes                                  | 1871–1916   | Kreisrat des Kreises Offenbach | Heinrich Gennes                               |
| Otto Gennes                                      | 1874–1943   | Generalanwalt und Vorstand des Reichsverbandes der deutschen landwirtschaftlichen Genossenschaften, Mitglied des vorläufigen Reichswirtschaftsrates    | Otto Gennes                                   |
| Adolf Geßner                                     | 1864–1903   | Mediziner, Professor für Gynäkologie und Direktor der Universitätsfrauenklinik in Erlangen                                                             | Adolf Geßner                                  |
| Josef Giessen                                    | 1858–1944   | Politiker, Mitglied der bayerischen Kammer der Abgeordneten                                                                                            |                                               |
| Franz Gros                                       | 1833–1905   | Kreisrat der Kreise Oppenheim, Worms und Bensheim, Geh. Regierungsrat                                                                                  |                                               |
| Gustav Güngerich                                 | 1872–1945   | Reichsgerichtsrat | Gustav Güngerich                              |
| Wilhelm Haas                                     | 1839–1913   | Politiker und Sozialreformer, Gründer und erster Generalanwalt des Reichsverbandes der deutschen landwirtschaftlichen Genossenschaften                 |                                               |
| Wilhelm von Hamm                                 | 1820–1880   | Politiker und Industrieller, Mitglied der II. sächsischen Kammer                                                                                       | Wilhelm Ritter von Hamm                       |
| Ernst Herbig                                     | 1876–1943   | Vorstandsmitglied des Rheinisch-Westfälischen Kohlen-Syndikats                                                                                         | Ernst Herbig                                  |
| Theodor Hergenhahn                               | 1833–1893   | Rechtswissenschaftler |                                               |
| Friedrich Hess                                   | 1829–1917   | Kreisrat des Kreises Dieburg |                                               |
| Johannes Kessel                                  | 1839–1907   | HNO-Arzt |                                               |
| Karl von Kleinsorgen                             | 1829–1889   | Politiker, Mitglied des preußischen Abgeordnetenhauses, des Zollparlaments und des Reichstages                                                         | Karl von Kleinsorgen                          |
| Ernst Kornemann                                  | 1868–1946   | Althistoriker (Universität Breslau) | Ernst Kornemann                               |
| Gustav Krug von Nidda                            | 1836–1918   | Hessischer Staatsrat und stellv. Bevollmächtigter zum Bundesrat                                                                                        |                                               |
| Friedrich Küchler                                | 1822–1898   | Provinzialdirektor in Mainz, Ehrenbürger der Stadt Mainz                                                                                               | Friedrich Küchler                             |
| Wilhelm Küchler                                  | 1846–1900   | Oberbürgermeister und Ehrenbürger von Worms, Ghzgl. Hess. Finanzminister und stellv. Bevollmächtigter zum Bundesrat                                    | Wilhelm Küchler                               |
| Karl Lahr                                        | 1899–1974   | Landwirtschaftsfunktionär und Politiker, MdL, MdB (FDP, FVP, DP)                                                                                       |                                               |
| Rolf Lahr                                        | 1908–1985   | Diplomat, Staatssekretär im Auswärtigen Amt, deutscher Botschafter in Rom                                                                              |                                               |
| August Laubenheimer                              | 1848–1904   | Industrieller, Direktor und Vorstandsmitglied der Farbwerke Hoechst                                                                                    |                                               |
| Gustav Lorenz                                    | 1846–1927   | Veterinär, Entdecker des Serums gegen die Rotlaufseuche der Schweine (Erysipeloid)                                                                     | Büste für Gustav Lorenz in Darmstadt          |
| Friedrich Mosler                                 | 1831–1911   | Internist und Neuropathologe, Professor in Gießen und Greifswald                                                                                       | Friedrich Mosler                              |
| Karl Müller                                      | 1845–1905   | Naturforscher und Schriftsteller |                                               |
| Carl-Hermann Müller-Graaf                        | 1903–1963   | Diplomat, deutscher Botschafter in Wien und bei der OECD                                                                                               |                                               |
| Hellmuth Mueller-Leutert                         | 1892–1973   | Kunstmaler, Graphiker und Bildhauer |                                               |
| Karl von Neidhardt                               | 1831–1909   | Gr. Hessischer Wirklicher Geheimer Rat, Gesandter und außerordentlicher Bevollmächtigter zum Bundesrat für Hessen-Darmstadt, Lippe und Lippe-Detmold   |                                               |
| Alexander Pagenstecher                           | 1828–1879   | Ophthalmologe, Gründer der Augenheilanstalt in Wiesbaden                                                                                               | Alexander Pagenstecher als Gießener Teutone   |
| Julius Rinck Freiherr von Starck                 | 1825–1910   | Grhzgl. Hessischer Staatsminister, Minister des Innern und der Justiz                                                                                  |                                               |
| Otto Sartorius                                   | 1842–1911   | Weinbauunternehmer, MdR |                                               |
| Friedrich Schenck                                | 1827–1900   | Politiker und Genossenschaftsfunktionär, Mitglied des Reichstags und des preußischen Abgeordnetenhauses                                                |                                               |
| Reinhard Schober                                 | 1906–1998   | Forstwissenschaftler |                                               |
| Karl Silbereisen                                 | 1901–1974   | Chemiker, ord. Professor an der TU Berlin |                                               |
| Hermann Spamer                                   | 1830–1905   | Industrieller, Technischer Direktor und Vorstandsmitglied der Ilseder Hütte                                                                            | Hermann Spamer                                |
| Max Stickel                                      | 1875–1952   | Mediziner, Professor für Gynäkologie an der Universität Berlin                                                                                         | Max Stickel                                   |
| Julius Stinde                                    | 1841–1905   | Schriftsteller | Julius Stinde, Zeitgenössische Fotografie     |
| Elmar Stöcker                                    | 1929–1984   | Pathologe und Zellbiologe |                                               |
| Adolph Strecker                                  | 1822–1871   | Chemiker |                                               |
| Ernst von Stubenrauch                            | 1853–1909   | Landrat, Erbauer des Teltowkanals, Polizeipräsident von Berlin                                                                                         | Ernst von Stubenrauch                         |
| Heinrich Stüber                                  | 1819–1887   | Jurist und Politiker, Mitglied der II. Kammer der Hessischen Landstände                                                                                | Heinrich Stüber                               |
| Ernst Süffert                                    | 1863–1933   | Präsident der Oberrechnungskammer, Präsident des hess. Verwaltungsgerichtshofs                                                                         |                                               |
| Franz Umbscheiden                                | 1825–1874   | Revolutionär und Journalist |                                               |
| Walter Wagner                                    | 1901–1991   | Bundesanwalt am Bundesgerichtshof, stellvertretender Generalbundesanwalt                                                                               |                                               |
| Ottomar Weber                                    | 1860–1928   | Kreisdirektor in Altkirch und Rappoltsweiler |                                               |
| Ernst-Rulo Welcker                               | 1904–1971   | Chirurg in Cottbus |                                               |
| Hermann Welcker                                  | 1822–1897   | Mediziner, Professor für Anatomie in Halle | Hermann Welcker                               |
| Wilfried Werner                                  | 1930–2024   | Agrarwissenschaftler |                                               |
| Bruno Wolf                                       | 1878–1971   | Provinzialrat | Bruno Wolf                                    |
| Hans Wolff                                       | 1863–1942   | Kreisdirektor in Oppenheim und Worms |                                               |
| Friedrich Wilhelm Fürst zu Ysenburg und Büdingen | 1850–1933   | Standesherr in Wächtersbach, Mitglied der Ersten Kammer der Hessischen Landstände, Mitglied des Preußischen Herrenhauses                               |                                               |

## Wappen
Das Wappen der Teutonia ist geviert und mit einem Mittelschild belegt. Es zeigt rechts oben im zweifach schräg links geteilten Feld die Farben des Corps, links oben das Bundeszeichen (gekreuzte Korbschläger im Laubkranz mit der Kürzung des Waffenspruchs GUN = Gladius Ultor Noster!), rechts unten einen in Fell gekleideten germanischen Krieger, die Rechte mit erhobenem Schwert, in der linken Hand einen dreieckigen Schild mit dem Zirkel des Corps haltend und mit den Füßen ein Liktorenbündel zertretend; links unten vor himmelblauem Hintergrund Treuhände mit Wolkenmanschette. Der Mittelschild zeigt den Zirkel des Corps schwarz in Weiß. Der Krieger in Feld III ist eine Personifizierung des Corpsnamens ("Ur-Teut"); die Pose wurde dem Entwurf für das Hermannsdenkmal auf dem Teutberg bei Detmold entlehnt. Die Treuhände in Feld IV versinnbildlichen die über den Tod hinausreichende corpsbrüderliche Einheit. Der Entwurf für das Wappen stammt vermutlich von Wilhelm Hamm, der 1842 mit einer Zeichnung desselben beauftragt wurde.